# Албијано Магра
Албијано Магра (итал. Albiano Magra) је насеље у Италији у округу Маса-Карара, региону Тоскана.
Према процени из 2011. у насељу је живело 1907 становника. Насеље се налази на надморској висини од 47 м.